# Margoum
Pour les articles homonymes, voir Margoum (homonymie).

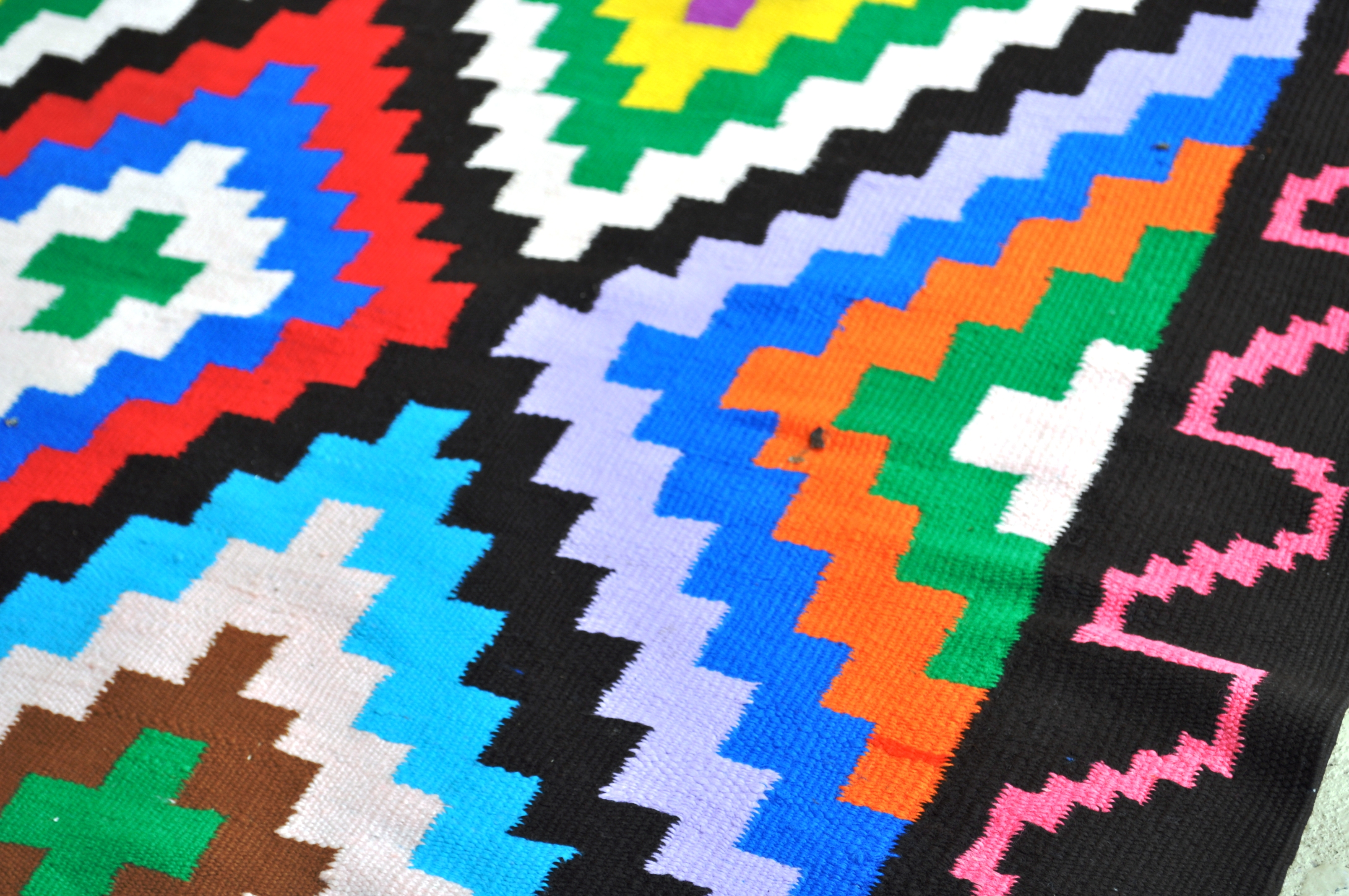
Motifs d'un margoum.

Le margoum ou mergoum est un tissage de laine utilisé comme tapis de sol dont les origines sont arabo-berbères. Il se distingue du kilim par les regma, des motifs tissés qui le décorent.

## Fabrication
La fabrication artisanale du margoum est une combinaison de l'art du tissage traditionnel et du dessin sur la laine. L'artisan prépare la laine et utilise le métier à tisser et les outils traditionnels ; cet artisanat, comme beaucoup d'autres, nécessite de gros efforts physiques. Les produits du margoum sont très prisés, aussi bien des Tunisiens que des touristes.
Le margoum est réalisé dans les régions tunisiennes de Gafsa, El Jem, Oudhref et Kairouan. Cet artisanat est cependant affecté par la baisse des prix survenue à la fin des années 1980.